# Lakeith Stanfield
Lakeith Lee Stanfield (n. 12 august 1991, San Bernardino, California, SUA), cunoscut și drept Keith Stanfield, este un actor și rapper american. Acesta a jucat în multe filme bine-cotate de critici, cum ar fi Short Term 12, Selma, Straight Outta Compton, Snowden, Dope, Fugi!, Sorry to Bother You, Someone Great, Diamante neșlefuite și Knives Out.